# قطعنامه ۱۹۳۸ شورای امنیت
قطعنامه  ۱۹۳۸ شورای امنیت سازمان ملل متحد که در تاریخ ۱۵ سپتامبر ۲۰۱۰ تصویب شد، سندی بین‌المللی دربارهٔ بررسی وضعیت در لیبریا است. این قطعنامه طی نشست ۶۳۸۳ام با ۱۵ رای موافق، ۰ مخالف و ۰ ممتنع تصویب شد.